# Younite
Younite (tiếng Hàn: 유나이트; tiếng Nhật: ユナイト; Romaja: Yunaiteu; thường được viết cách điệu là YOUNITE) là một nhóm nhạc nam Hàn Quốc được thành lập bởi Brand New Music. Nhóm bao gồm 8 thành viên: Eunho, Steve, Eunsang, Hyungseok, Woono, DEY, Kyungmun và Sion. Họ ra mắt vào ngày 20 tháng 4 năm 2022, với đĩa mở rộng (EP) đầu tiên Youni-Birth.

## Lịch sử

### Trước khi ra mắt
Năm 2019, Lee Eunsang tham gia chương trình sống còn Produce X 101. Trong đêm chung kết, Lee Eunsang đã chiến thắng ở vị trí "X" và trở thành thành viên của đội hình ra mắt của X1. Ngày 27 tháng 8 năm 2019, Mnet bị khởi tố gian lận phiếu bầu, sau khi trải qua cuộc điều tra gian lận phiếu bầu của Mnet, cuối cùng X1 đã tan rã vào ngày 6 tháng 1 năm 2020. 
Vào ngày 31 tháng 8 năm 2020, Lee Eunsang ra mắt với vai trò solo với album đĩa đơn "Beautiful Scar". Vào tháng 10, Eunsang đã hợp tác với cựu thành viên X1 Kim Wooseok cho đĩa đơn "Memories". Vào ngày 16 tháng 8 năm 2021, có thông báo rằng Eunsang sẽ phát hành album đĩa đơn thứ hai "Beautiful Sunshine" và đĩa đơn chính "Lemonade" vào ngày 1 tháng 9. 
Năm 2021, Kyungmun đại diện cho JYP Entertainment tham gia chương trình sống còn Loud của SBS TV và đã bị loại ở vòng thứ năm.
Vào ngày 10 tháng 6 năm 2021, Brand New Music thông báo về việc ra mắt một nhóm nhạc nam sắp ra mắt và có sự tham gia của ca sĩ solo kiêm cựu thành viên X1 - Lee Eunsang.
Vào ngày 21 tháng 7 năm 2021, Brand New Music đã nộp đơn đăng ký quyền nhãn hiệu cho "YOUNITE".
Vào ngày 6 tháng 1 năm 2022, một video nhảy đã được tung ra, tiết lộ rằng nhóm nhạc nam mới của họ sẽ bao gồm chín thành viên cùng với Lee Eunsang và cựu thực tập sinh của JYP Entertainment - Lim Kyung Mun. 

### 2022: Công bố tên fandom, ra mắt với"Youni-Birth", trở lại với"Youni-Q", "Youni-On"
Ngày 19 tháng 3, YOUNITE chính thức công bố tên fandom của họ sẽ là YOUNIZ, một cách chơi chữ ám chỉ cả tên nhóm của họ và từ "needs", có nghĩa là YOUNITE và người hâm mộ của họ cần có nhau. 
Vào ngày 20 tháng 4, YOUNITE chính thức ra mắt với đĩa mở rộng (EP) đầu tiên "Youni-Birth". Video âm nhạc cho "Everybody" đã được phát hành trước vào ngày 31 tháng 3. 
Vào ngày 25 tháng 7, nhóm trở lại lần đầu tiên với đĩa mở rộng (EP) thứ hai "Youni-Q".
Vào ngày 31 tháng 10, YOUNITE phát hành đĩa mở rộng (EP) thứ ba của họ "Youni-On"

### 2023: "빛: Bit Part.1", "빛: Bit Part.2"
Vào ngày 27 tháng 5, nhóm ra mắt đĩa mở rộng thứ tư "빛 : Bit Part.1", cùng ca khúc chủ đề "Waterfall"
Vào ngày 17 tháng 10, YOUNITE tiếp tục trở lại với đĩa mở rộng thứ năm "빛: Bit Part.2"

### 2024-nay: Trở lại với "Another",sự rời đi của Hyunseung, tham giaRoad to Kingdom: Ace of Ace
Vào ngày 1 tháng 5, YOUNITE thông báo rằng họ sẽ phát hành đĩa mở rộng thứ sáu "Another"
Vào ngày 12 tháng 6, Brand New Music đã thông báo qua fancafe của nhóm rằng thành viên Hyunseung sẽ tạm thời ngừng hoạt động cho đến khi có thông báo mới vì lý do cá nhân. Cuối cùng, Hyunseung được thông báo rời nhóm vào ngày 2 tháng 7. 
Vào ngày 10 tháng 7, có thông báo rằng YOUNITE sẽ tham gia Road to Kingdom: Ace of Ace

## Thành viên
- Chú thích: In đậm là nhóm trưởng (nhóm có 2 trưởng nhóm)

| Nghệ danh           | Nghệ danh | Tên khai sinh  | Tên khai sinh | Tên khai sinh | Tên khai sinh   | Ngày sinh         | Nơi sinh            | Quốc tịch |
| Latinh              | Hangul    | Latinh         | Hangul        | Hanja         | Hán việt        | Ngày sinh         | Nơi sinh            | Quốc tịch |
| Thành viên hiện tại |           |                |               |               |                 |                   |                     |           |
| Eunho               | 은호      | Myung Eunho    | 명은호        | 明恩湖        | Minh Ngân Hạo   | 25 tháng 3, 2001  | Busan, Hàn Quốc     | Hàn Quốc  |
| Steve               | 스티브    | Lim Dohyun     | 임도현        | 林導賢        | Lâm Đạo Hiển    | 9 tháng 3, 2002   | Los Angeles, Hoa Kỳ | Hàn Quốc  |
| Steve               | 스티브    | Steve Lim      | 스티브 임     | 林導賢        | Lâm Đạo Hiển    | 9 tháng 3, 2002   | Los Angeles, Hoa Kỳ | Hoa Kỳ    |
| Eunsang             | 은상      | Lee Eunsang    | 이은상        | 李垠尙        | Lý Ngân Thượng  | 26 tháng 10, 2002 | Jeju, Hàn Quốc      | Hàn Quốc  |
| Hyungseok           | 형석      | Song Hyungseok | 송형석        | 宋炯錫        | Tống Hưởng Thạc | 6 tháng 11, 2002  | Seoul, Hàn Quốc     | Hàn Quốc  |
| Woono               | 우노      | Hong Wooho     | 홍원호        | 洪原浩        | Hồng Vũ Hạo     | 5 tháng 4, 2003   | Gyeonggi, Hàn Quốc  | Hàn Quốc  |
| DEY                 | 데이      | Kim Sehyun     | 김세현        | 金勢鉉        | Kim Thế Hiển    | 11 tháng 6, 2003  | Seoul, Hàn Quốc     | Hàn Quốc  |
| Kyungmun            | 경문      | Lim Kyungmun   | 임경문        | 林敬紋        | Lâm Khánh Văn   | 29 tháng 6, 2003  | Gangwon, Hàn Quốc   | Hàn Quốc  |
| Sion                | 시온      | Kim Sion       | 김시온        | 金施穩        | Kim Thời Nguyên | 19 tháng 10, 2004 | Inchoen, Hàn Quốc   | Hàn Quốc  |
| Cựu thành viên      |           |                |               |               |                 |                   |                     |           |
| Hyunseung           | 현승      | Kim Hyunseung  | 김현승        | 김현승        | Kim Hiển Thừa   | 15 tháng 10, 2002 | Seoul, Hàn Quốc     | Hàn Quốc  |

## Danh sách đĩa nhạc

### Đĩa mở rộng (EP)
| Tiêu đề        | Chi tiết | Thứ hạng cao nhất | Thứ hạng cao nhất | Doanh số                   |
| Tiêu đề        | Chi tiết | KOR               | JPN               | Doanh số                   |
| -------------- | --- | ----------------- | ----------------- | -------------------------- |
| Youni-Birth    | - Phát hành: Ngày 20 tháng 4 năm 2022 - Hãng đĩa: Brand New Music - Định dạng: CD, digital download, streaming  | 8                 | —                 | - KOR: 28,756              |
| Youni-Q        | - Phát hành: Ngày 25 tháng 7 năm 2022 - Hãng đĩa: Brand New Music - Định dạng: CD, digital download, streaming  | 10                | 47                | - KOR: 47,017 - JPN: 1,119 |
| Youni-On       | - Phát hành: Ngày 31 tháng 10 năm 2022 - Hãng đĩa: Brand New Music - Định dạng: CD, digital download, streaming | 4                 | —                 | - KOR: 61,534              |
| 빛: Bit Part.1 | - Phát hành: Ngày 17 tháng 5 năm 2023 - Hãng đĩa: Brand New Music - Định dạng: CD, digital download, streaming  | 8                 | 49                | - KOR: 78,979 - JPN: 1,033 |
| 빛: Bit Part.2 | - Phát hành: Ngày 17 tháng 10 năm 2023 - Hãng đĩa: Brand New Music - Định dạng: CD, digital download, streaming | 4                 | —                 | - KOR: 90,015              |
| Another        | - Phát hành: Ngày 1 tháng 5 năm 2024 - Hãng đĩa: Brand New Music - Định dạng: CD, digital download, streaming   | 9                 | —                 | - KOR: 105,377             |

### Đĩa đơn
| "1 of 9"                                                                                           | 2022 | 113 | Youni-Birth      |
| "Everybody"                                                                                        | 2022 | —   | Youni-Birth      |
| "Aviator"                                                                                          | 2022 | 155 | Youni-Q          |
| "Bad Cupid"                                                                                        | 2022 | —   | Youni-On         |
| "Waterfall"                                                                                        | 2023 | —   | (빛) Bit: Pt. 1  |
| "Love It"                                                                                          | 2023 | —   | (빛): Bit Part.2 |
| "Geekin"                                                                                           | 2024 | —   | Another          |
| "—" biểu thị một bản thu âm không lọt vào bảng xếp hạng hoặc không được phát hành tại lãnh thổ đó. |      |     |                  |

## Giải thưởng và đề cử
| Lễ trao giải                     | Năm  | Hạng mục                              | Người được đề cử/sản phẩm đề cử | Kết quả | Tham khảo |
| -------------------------------- | ---- | ------------------------------------- | ------------------------------- | ------- | --------- |
| Asia Artist Awards               | 2022 | Giải thưởng DCM Popularity – Ca sĩ    | Younite                         | Đề cử   | [ 34 ]    |
| Asia Artist Awards               | 2022 | Giải thưởng phổ biến IdolPlus – Ca sĩ | Younite                         | Đề cử   | [ 35 ]    |
| Brand of the Year Awards         | 2023 | Tân binh của năm - Nam                | Younite                         | Đề cử   | [ 36 ]    |
| Brand of Customer Loyalty Awards | 2023 | Giải thưởng thần tượng tân binh nam   | Younite                         | Đề cử   | [ 37 ]    |
| Genie Music Awards               | 2022 | Nam tân binh xuất sắc nhất            | Younite                         | Đề cử   | [ 38 ]    |
| Hanteo Music Awards              | 2023 | Nam nghệ sĩ mới xuất sắc nhất         | Younite                         | Đề cử   | [ 39 ]    |
| MAMA Awards                      | 2022 | Nam nghệ sĩ mới xuất sắc nhất         | Younite                         | Đề cử   | [ 40 ]    |
| Seoul Music Awards               | 2023 | Tân binh của năm                      | Younite                         | Đề cử   | [ 41 ]    |
| Seoul Music Awards               | 2023 | Giải thưởng phổ biến                  | Younite                         | Đề cử   | [ 41 ]    |
| Seoul Music Awards               | 2023 | Giải thưởng phổ biến K-Wave           | Younite                         | Đề cử   | [ 41 ]    |